# Fujieda
Fujieda (藤枝市?) è una città giapponese della prefettura di Shizuoka.